# OpenVSP
OpenVSP est un logiciel libre de modélisation d'aéronefs (décrit par ses auteurs comme « un outil géométrique d'avion paramétrique », A parametric aircraft geometry tool) développé par la NASA, et dont le but est de pouvoir modéliser et réaliser un prototype d'aéronef pour le tester en simulation, et d'en faire une analyse d’ingénierie.
Les prédécesseurs d'OpenVSP ont été développés à partir des années 1990 par JR Gloudemans et d'autres programmeurs pour la NASA ; le logiciel, dont le dévelopeur en chef est Rob McDonald, a été diffusé sous licence libre et open source NASA Open Source Agreement (en), à partir de janvier 2012
Il est notamment utilisé dans les cours de l'École nationale de l'aviation civile en France,, ainsi qu'à l'Université de Cadix, en Espagne. Il est également utilisé par l'Université de Munich, en Allemagne, dans le cadre du projet de développement d'aéronefs, ADEBO (Aircraft Design Box).

## Fonctionnalités

### Interface utilisateurs
Lorsque OpenVSP est lancé, une fenêtre de travail s'ouvre ainsi qu'un "Geometry Browser". La fenêtre de travail est l'endroit où le modèle 3D de l'aéronef est visible alors que le "Geometry Browser" correspond à une liste des composantes de l'aéronef telles que les ailes ou le fuselage. Ces composants peuvent être selectionnés, ajoutés, modifiés et supprimés comme pour d'autres logiciels de CAO. Lorsqu'un composant est sélectionné dans la page du "Geometry Browser", il est modifiable grâce à une autre fenêtre dite de "component geometry" qui apparaît.
OpenVSP a aussi une API qui peut être utilisée à travers Matlab, Python ou AngelScript.

### Modélisation géométrique
OpenVSP offre une multitude de formes de base, très utilisées lors de la conception d'avions, que les utilisateurs peuvent modifier et assembler afin de créer leur aéronef. "Wing"(aile), "pod"(capsule), "fuselage", et "propeller"(hélice) sont certaines de ces formes de base. D'autres composants plus sophistiqués tels que "body of revolution"(corps de révolution), "duct"(conduit), "conformal geometry" et plein d'autres sont disponibles.

### Outils d'analyse
A part la modélisation, OpenVSP possède un nombre d'outils permettant l'analyse aéronautique et de la structure de vos modèles. Ces outils sont:
- CompGeom - un outil qui génère des mesh (maille) et peut gérer des intersections modèles et le taillage.

- Mass Properties Analysis - pour calculer des variables tel que le centre de gravité ou le moment d'inertie
- Projected Area Analysis - pour calculer l'aire du projet
- CFD Mesh - pour générer des mesh (mailles) qui peuvent être utilisé dans un logiciel d'analyse de mécanique des fluides
- FEA Mesh - pour générer des mesh (mailles) qui peuvent être utilisé dans un logiciel d'analyse par méthode d'éléments finis
- DegenGeom - pour générer divers représentations simplifiés de modèles géométriques come des poutres
- VSPAERO - pour l'analyse aérodynamique et dynamiques de vol à partir de la méthode de vortex lattice ou de panneau

- Wave Drag Analysis - pour estimer la trainée de certaines formes
- Parasite Drag Analysis - pour estimer la trainée parasite de certaines formes en évaluant des paramètres tel que le coefficient de friction ou la surface mouillé
- Surface fitting - pour faire correspondre a un nuage de points, une surface paramétré
- Texture Manager - pour donner des textures a un modèle

### Compatibilité avec d'autres logiciels
OpenVSP permet à l'utilisateur d'importer nombre de formats tel que STL, CART3D (.tri) et PLOT3D. Des nuages de points peuvent aussi être importés et traduit en surfaces paramétrés.
Des modéles créés dans OpenVSP peuvent être exportés en STL, CART3D (.tri), PLOT3D, STEP, IGES, OBJ, SVG, DXF et X3D. Ces formats permettent aux formes d'être utilisées dans la génération de mesh (mailles) pour logiciel d'analyse de mécanique des fluides ou d'analyse par méthode d'éléments finis.

## OpenVSP Hangar
OpenVSP Hangar est un espace ou les utilisateurs peuvent télécharger des modèles ce qui encourage le partage des modèles créés à travers OpenVSP. Chaque modèle peut être revu et est accompagné de détails, notamment la qualité.